# Olmeca (текила)
«Olmeca» — бренд текилы, принадлежащий компании Pernod Ricard и производимый в штате Халиско в Мексике.

## Производство
Согласно декларации о защите названия «Текила» (DOT), только алкогольные напитки, сделанные из голубой агавы, выращенной в официально закрепленных районах Мексики, могут быть маркированы как «tequila». К таким регионам относится весь штат Халиско, три прилегающих штата — Гуанахуато, Мичоакан, Найярит, а также штат Тамаулипас на восточном побережье. Текила Olmeca производится в штате Халиско в муниципалитете Арандас. Для производства используется разновидность голубой агавы — Agava Tequilana сорта Blue Weber, которая растет на протяжении 7—8 лет. Сердцевина растений подвергается тепловой обработке в печи на протяжении 36 часов, после этого их прессуют для отделения сока и сиропа от волокон. В полученное сусло добавляют дрожжи, в результате брожения получается алкогольный напиток, который дважды дистиллируют в медных перегонных аппаратах.

## Линейка
Бренд Olmeca представлен на рынке тремя видами текилы:
- Olmeca (Blanco и Gold) — содержит более 51% сока голубой агавы
- Olmeca Altos (Plata и Reposado) — содержит 100% сока голубой агавы
- Olmeca Tezón (Reposado и Añejo) — текила суперпремиум класса, выдерживается в бочках до 20 месяцев.